# Capot pointu
 (juin 2022).
Albums de Michel Colombier
- Wings
(1971)
Capot pointu est le premier album studio de Michel Colombier, sorti en 1969.

## Titres du33 tours30 cm original 1969 et de l'édition CD 1997
| Toutes les musiques sont composées par Michel Colombier | Toutes les musiques sont composées par Michel Colombier                                     | Toutes les musiques sont composées par Michel Colombier | Toutes les musiques sont composées par Michel Colombier               | Toutes les musiques sont composées par Michel Colombier | Toutes les musiques sont composées par Michel Colombier | Toutes les musiques sont composées par Michel Colombier | Toutes les musiques sont composées par Michel Colombier | Toutes les musiques sont composées par Michel Colombier | Toutes les musiques sont composées par Michel Colombier |
| No                                                      | Titre                                                                                       | Paroles                                                 | Instrumental et/ou vocal                                              | Durée                                                   |                                                         |                                                         |                                                         |                                                         |                                                         |
| ------------------------------------------------------- | ------------------------------------------------------------------------------------------- | ------------------------------------------------------- | --------------------------------------------------------------------- | ------------------------------------------------------- | ------------------------------------------------------- | ------------------------------------------------------- | ------------------------------------------------------- | ------------------------------------------------------- | ------------------------------------------------------- |
| 1.                                                      | Lobellia [Campus] (indicatif de l'émission d'Europe 1 « Jacques Ourévitch »)                |                                                         | Instrumental + vocal : FR David                                       | 3:32                                                    |                                                         |                                                         |                                                         |                                                         |                                                         |
| 2.                                                      | Turlututu capot pointu                                                                      | Serge Gainsbourg                                        | Chant : Nicole Darde, José Bartel, Michel Colombier                   | 2:21                                                    |                                                         |                                                         |                                                         |                                                         |                                                         |
| 3.                                                      | Du fond de mon lit                                                                          | Michel Colombier                                        | Chant : Michel Colombier                                              | 2:43                                                    |                                                         |                                                         |                                                         |                                                         |                                                         |
| 4.                                                      | Soleil                                                                                      |                                                         | Instrumental + vocal : Nicole Darde, José Bartel, Michel Colombier    | 2:42                                                    |                                                         |                                                         |                                                         |                                                         |                                                         |
| 5.                                                      | Suite no 12 (indicatif de l'émission RTL Week-end)                                          |                                                         | Instrumental + vocal                                                  | 2:02                                                    |                                                         |                                                         |                                                         |                                                         |                                                         |
| 6.                                                      | Le Labyrinthe                                                                               | Pierre Delanoë                                          | Chant : Philippe Monet                                                | 3:17                                                    |                                                         |                                                         |                                                         |                                                         |                                                         |
| 7.                                                      | L'Étrange voyage de M. Brendwood (indicatif des émissions de France Inter TSF 68 et TSF 69) |                                                         | Instrumental + vocal : Nicole Darde, FR David                         | 3:04                                                    |                                                         |                                                         |                                                         |                                                         |                                                         |
| 8.                                                      | La Robe de papier                                                                           | Serge Gainsbourg                                        | Chant : Nicole Darde, Philippe Monet                                  | 3:38                                                    |                                                         |                                                         |                                                         |                                                         |                                                         |
| 9.                                                      | Rose                                                                                        | Bernard Itic                                            | Chant : FR David                                                      | 2:15                                                    |                                                         |                                                         |                                                         |                                                         |                                                         |
| 10.                                                     | Canon                                                                                       |                                                         | Instrumental + vocal                                                  | 3:48                                                    |                                                         |                                                         |                                                         |                                                         |                                                         |
| 11.                                                     | The Big Team (indicatif de l'émission Dim, Dam, Dom)                                        |                                                         | Instrumental + vocal : Nicole Darde, Annie Vassiliu, Michel Colombier | 2:46                                                    |                                                         |                                                         |                                                         |                                                         |                                                         |
| 12.                                                     | Frère Convers                                                                               | Pierre Delanoë                                          | Chœurs                                                                | 3:37                                                    |                                                         |                                                         |                                                         |                                                         |                                                         |
| 35 min 45 s                                             |                                                                                             |                                                         |                                                                       |                                                         |                                                         |                                                         |                                                         |                                                         |                                                         |

- Fiche technique
  - Arrangements et direction musicale : Michel Colombier
  - Section rythmique : 
    - Claviers : Eddy Louiss
    - Guitare : Raymond Gimenès
    - Basse : Francis Darizcuren
    - Batterie : André Arpino[Note 6]

  - Enregistrement : en 1969 au studio de la Gaité[Note 7],[Note 8], Paris (14e arr.)
  - Ingénieur du son : Roger Roche
  - Production : Norbert Saada pour La Compagnie
  - Photos pochette : Gilbert Nencioli
  - Éditeurs : inédits / sauf 4, 5, 10 et 11, éditions Michel Colombier Music

## Bonus à l'édition CD 2005
| 13, 14 et 15 : BO du film Coplan, agent secret FX 18, cocomposée par Eddie Barclay et Michel Colombier 16 : thème du film La Femme écarlate, composé par Michel Colombier | 13, 14 et 15 : BO du film Coplan, agent secret FX 18, cocomposée par Eddie Barclay et Michel Colombier 16 : thème du film La Femme écarlate, composé par Michel Colombier | 13, 14 et 15 : BO du film Coplan, agent secret FX 18, cocomposée par Eddie Barclay et Michel Colombier 16 : thème du film La Femme écarlate, composé par Michel Colombier | 13, 14 et 15 : BO du film Coplan, agent secret FX 18, cocomposée par Eddie Barclay et Michel Colombier 16 : thème du film La Femme écarlate, composé par Michel Colombier | 13, 14 et 15 : BO du film Coplan, agent secret FX 18, cocomposée par Eddie Barclay et Michel Colombier 16 : thème du film La Femme écarlate, composé par Michel Colombier | 13, 14 et 15 : BO du film Coplan, agent secret FX 18, cocomposée par Eddie Barclay et Michel Colombier 16 : thème du film La Femme écarlate, composé par Michel Colombier | 13, 14 et 15 : BO du film Coplan, agent secret FX 18, cocomposée par Eddie Barclay et Michel Colombier 16 : thème du film La Femme écarlate, composé par Michel Colombier | 13, 14 et 15 : BO du film Coplan, agent secret FX 18, cocomposée par Eddie Barclay et Michel Colombier 16 : thème du film La Femme écarlate, composé par Michel Colombier | 13, 14 et 15 : BO du film Coplan, agent secret FX 18, cocomposée par Eddie Barclay et Michel Colombier 16 : thème du film La Femme écarlate, composé par Michel Colombier | 13, 14 et 15 : BO du film Coplan, agent secret FX 18, cocomposée par Eddie Barclay et Michel Colombier 16 : thème du film La Femme écarlate, composé par Michel Colombier |
| No | Titre | Paroles | Vocal et/ou instrumental | Durée | | | | | |
| --- | --- | --- | --- | --- | --- | --- | --- | --- | --- |
| 13. | Copain Copland (générique) | Michel Jourdan | Instrumental + chant : Frank Alamo | 2:43 | | | | | |
| 14. | Agent secret FX 18 | | Instrumental | 1:26 | | | | | |
| 15. | L'Attaque du Mindoubia | | Instrumental | 2:44 | | | | | |
| 16. | Just Keep On Walking | Nicole Croisille | Vocal : Michel Colombier, Nicole Croisille. | 3:45 | | | | | |
| 10 min 38 s | | | | | | | | | |

- Fiche technique 
  - Arrangements et direction musicale : Michel Colombier
  - Éditeurs : 
    - 13, 14 et 15 : éditions Warner Chappell Music France [1964]
    - 16 : Droits réservés [1969]

## Éditions

### Album
1. 1969 : Capot pointu[6], distribué au Canada sous le titre Campus[1], microsillon 33 tours 30 cm 12 titres, La Compagnie LP 1001. Durée 35 min 45 s.
2. 1997 : Capot pointu[7], CD 12 titres, Magic Records/MAM Productions 176912, distribution Musidisc. Durée 35 min 45 s.
3. 2005 : Capot pointu[8], CD 16 titres, Austerlitz Music/Play Time 8646172. Durée 46 min 23 s.

### 45 tours SP
1. 1969 : Lobellia et L'Étrange voyage de M. Brendwood, La Compagnie S 009, distribution Discodis.
2. 1970 : Suite no 12 et Turlututu Capot pointu, La Compagnie S 022.